# Souvenirs d’un autre monde
Souvenirs d’un autre monde (französisch für „Erinnerungen von einer anderen Welt“) ist das erste Album der Blackgaze-Band Alcest. Das Album erschien im August 2007 bei Prophecy Productions.

## Entstehung
Das Album wurde komplett von dem Bandgründer Stéphane „Neige“ Paut aufgenommen, wobei er alle Instrumente selbst einspielte und auch den Gesang übernahm. Lediglich bei dem Lied Sur L'Autre Rive Je T'Attendrai war Audrey Sylvain als Gastsänger zu hören. Das Album wurde im August 2007 bei Prophecy Productions veröffentlicht. Bei diesem Album handelte es sich um das erste vollwertige Werk seit Pauts Ausstieg aus dem Black-Metal-Projekt Peste Noire im Jahr 2005.

## Titelliste
1. Printemps Emeraude – 7:19
2. Souvenirs D'Un Autre Monde – 6:08
3. Les Iris – 7:14
4. Ciel Errant – 7:12
5. Sur L’Autre Rive Je T’Attendrai – 6:50
6. Tir Nan Og – 6:10

## Musikstil und Texte
Brian Way von Allmusic hörte auf dem Album klangliche Parallelen zum Black Metal heraus. Die verzerrten Gitarren würden Erinnerungen an My Bloody Valentine und Jesu wachrufen. Die Gitarren hätten einen majestätischen Klang, während der Schlagzeugeinsatz auf ein Minimum reduziert worden sei. Die sich wiederholenden Passagen in den Liedern hätten eine hypnotische Wirkung. Die Texte seien durchgängig auf Französisch. Obwohl das Album stark auf den Klang der E-Gitarre ausgerichtet sei, komme es doch komplett ohne Soli aus.
Laut metal.de habe sich die Band vom Black Metal, der noch auf Le Secret zu hören gewesen sei, wegbewegt. Neben den sehr dominanten E-Gitarren-Klängen sei auch die gelegentliche Verwendung von akustischen Gitarren, Arpeggios, Picking, Doublebass und Blastbeats charakteristisch. metal.de verglich das Spiel des Schlagzeug mit dem von Amesoeurs, während Pauts Gesang mit dem von Coldplays Chris Martin verglichen wurde. Paut klinge zudem stark durch Dream Pop und Slowcore beeinflusst.
Laut Lars Strutz von Powermetal.de klinge das Album trotz Black-Metal-Riffs verträumt. Dies werde vor allem durch den sanften Klargesang und das meist langsame Schlagzeugspiel bewirkt. Zudem würden auch langsame Liedpassagen eingestreut, die an Opeth erinnern würden. Das Album sei „durchgängige[r] Ruhe im Black-Metal-Gewitter“.
Laut Gunnar Sauermann vom Metal Hammer sei Pauts Album „eine Fortsetzung der hypnotisch-finsteren Monotonie seiner Mini-CD LE SECRET (2005), deren musikalisches Vorbild bei Burzum zu suchen ist […] [D]ie bei Burzum für den finsteren Effekt eingesetzten Prinzipien [kehren Alcest] ins genaue Gegenteil um“. Das Album würde an seiner Leichtigkeit an die späteren Werke von Motorpsycho erinnern.
Prophecy Productions selbst bezeichnete die Musik als eine Mischung aus Slowdive, Yann Tiersen und Burzum, wobei Paut seinen Black-Metal-Wurzeln hinter sich gelassen habe.

## Kritiken
Brian Way von Allmusic zeigte sich durch den Klang des Albums beeindruckt, das den Hörer auf eine Reise nehmen würde. Der Hörer empfinde dabei Gefühle wie Sehnsucht, Nostalgie, Triumph and glückseligen Frieden, auch ohne den Text zu verstehen. Way vergab vier von fünf möglichen Punkten.
Auch metal.de lobte diese Punkte, stellte jedoch letztendlich fest, dass, obwohl seitens Prophecy Productions beworben wurde, eine Neuheit zu bieten, auf dem Album nichts zu hören sei, was nicht Cocteau Twins, Mojave 3 und Sophia schon auch gespielt hätten. metal.de vergab acht von zehn Punkten.
Auch Lars Strutz von Powermetal.de gefiel das Album, er stellte jedoch fest: „Den einen wird diese Kombi sicher begeistern, der andere wird sich nur verdutzt den Kopf kratzen. Da es an Grunzgesang oder richtig hartem Dauergeböller mangelt, kann man auch nicht von einer Symbiose wie bei OPETH reden, sondern von durchgängiger Ruhe im Black-Metal-Gewitter.“
Gunnar Sauermann bewertete das Album auch größtenteils positiv, kritisierte jedoch den Gesang, der zwar wohlklingend, aber auf Dauer zu farblos sei. Zudem „verliert das ständige Säuseln mit der Zeit an Kraft. Es fehlt ein Kontrast mit der Dunkelheit“.